# Гайнц Фішер
Гайнц Фі́шер (нім. Heinz Fischer; нар. 9 жовтня 1938) — австрійський державний і політичний діяч, федеральний президент Австрії з 8 липня 2004 року до 8 липня 2016 року.

## Біографія
Закінчив юридичний факультет Віденського університету. 1993 року став професором Інсбрукського університету. 1971 року вперше став членом парламенту. З 1983 до 1987 року був міністром науки в коаліційному уряді Фреда Зіноваца. 1990 року він став президентом Австрійської Національної ради і працював на цій посаді до 2002 року. З 2002 до 2004 він був віцепрезидентом. 10 січня 2004 року Соціал-демократична партія Австрії висунула його на пост президента Австрії. Він переміг на виборах, набравши 52,39 % голосів виборців.
23 листопада 2009 висунув свою кандидатуру на пост президента Австрії на виборах 2010 повторно, заявивши про це на YouTube. Австрійці не проявили зацікавлености до виборів. Зафіксували найменшу явку виборців на дільниці для голосування. 25 квітня 2010 року Фішер переміг, набравши 79,3 відсотка голосів, його переобрали на другий шестирічний термін.
Зараз[коли?], за даними опитувань, він є найпопулярнішим політиком Австрії. Критики[які?] відзначають, що Фішер завжди уникає конфліктів. Одружений, має двоє дорослих дітей.

## Політичне життя
Після навчання Фішер з 1962 року був першим у парламенті секретарем соціалістичної парламентської групи, що діє з 1971 року, і він був обраний до Національрату, до якого він, за винятком часу його роботи як міністра з науки (1983—1987), входив аж до 2004 року.
1975 року він був головою Соціал-демократичної партії, з 1977 року — заступник голови. У період з 1983 до 1987 року він працював у Федеральному міністерстві у справах освіти, науки і культури на пості міністра науки у федеральному уряді Зіноваца. 1990 року він став президентом Національної Ради Австрії. Фішер залишався на цій посаді до 2002 року. З 2002 до 2004 року, під час коаліції партій АНП-АПС, він був заступником спікера нижньої палати.

### Президентство
У січні 2004 року він висунув свою кандидатуру на пост австрійського федерального президента. 10 березня подав у відставку з поста члена федеральної виконавчої влади та заступника голови Соціал-демократичної партії. Вибори відбулися 25 квітня. Фішер виграв із 52,39 % голосів, з перевагою в 4,78 % над Бенітою Ферреро-Вальднер (Народна партія, підтримана також Партією свободи). 8 липня 2004 Фішер склав присягу як восьмий Президент Австрії. Зі вступом на посаду 8 липня 2004 року він призупинив членство в СДПА.
23 листопада 2009 він висунув свою кандидатуру на пост Федерального президента Австрії, а на виборах 2010 року він повторно, заявивши про це в YouTube, переміг переважною більшістю голосів. Австрійці не проявили інтересу до виборів і саме на цих виборах зафіксована найменша явка до виборчих пунктів. 25 квітня 2010 Фішер переміг, набравши 79,3 % голосів за явки 53,6 %, переобрався на другий шестирічний термін.

### Українська криза 2014
На тлі анексії Криму і підтримки озброєних сепаратистів на сході України Росією, 24 квітня 2014 приймав у Відні з офіційним візитом президента Росії Путіна. У рамках цього візиту, попри критику партнерів із ЄС та НАТО, підписали угоду між російським Газпромом та австрійським енергетичним концерном OMV щодо будівництва австрійської ділянки газогону Південний потік. На спільній пресконференції Фішер зокрема сказав:
|  | Я сподіваюся, що від сьогоднішньої зустрічі у Відні підуть імпульси, які додадуть поштовху мирному рішенню (конфлікту в Україні) |

|  | Ніхто не може сказати мені, чому газопровід, який перетинає НАТО і країни ЄС не може пройти по 50 кілометрах австрійської території? |

## Нагороди
* Великий офіцер Ордену За заслуги перед Італійською Республікою
* Кавалер Великого хреста ордена Святого Олафа
* Великий Хрест ордену Великого лева (1992)